# Тетекс
«Тетекс» (мак. ФК Тетекс Тетово) — македонський футбольний клуб з міста Тетово, заснований 1953 року.
Виступає в Першій лізі Македонії, в якій провів уже 4 сезони (1992-93, 2009-12).

## Досягнення
Чемпіонат Македонії (у складі Югославії):
- Чемпіон (4): 1965, 1969, 1974, 1985

Чемпіонат Македонії:
- Найвище місце 6-е (1): 2010/11

Кубок Македонії:
- Володар кубка (2): 2009/10, 2012/13

## Виступи в єврокубках
| Сезон     | Турнір           | Раунд |        | Клуб                | Рахунок  |
| --------- | ---------------- | ----- | ------ | ------------------- | -------- |
| 2010—2011 | Ліга Європи УЄФА | 2Q    | Латвія | ФК Вентспілс        | 0-0, 3-1 |
| 2010—2011 | Ліга Європи УЄФА | 3Q    | Швеція | «Ельфсборґ» (Бурос) | 0-5, 1-2 |

- Q — кваліфікаційний раунд.